# Elecciones prefecturales de Tokio de 2021
Las elecciones prefecturales para la Asamblea Metropolitana de Tokio se celebraron el 4 de julio de 2021. Los 127 miembros fueron elegidos en cuarenta y dos distritos electorales. Se ajustó la magnitud de dos distritos en esta elección para que coincida con los cambios de población.
Los resultados de la elección vieron al derechista Partido Liberal Democrático (PLD) ganar la mayor cantidad de escaños, desplazando al partido regional Tomin First no Kai. Sin embargo, la coalición del PLD y su socio Komeito no consiguieron la mayoría absoluta de escaños en lo que se describió como un mal resultado para el PLD y el primer ministro Yoshihide Suga.

## Resultados
|  | 25.69 % |

|  | 22.28 % |

|  | 13.58 % |

|  | 13.57 % |

|  | 12.34 % |

|  | 5.07 % |

|  | 3.57 % |

|  | 1.32 % |

|  | 0.80 % |

|  | 0.67 % |

|  | 0.04 % |

|  | 98.19 % |

|  | 1.81 % |

|  | 42.39 % |